# HD 213885
HD 213885とは、地球からきょしちょう座の方向に約156光年離れた場所に位置するスペクトル分類がG型の恒星である。年齢は約38億年である。TOI-141やTIC 403224672としても呼称されている。周囲を2つの太陽系外惑星が公転していることが知られている。

## 惑星系
HD 213885の周囲を公転する惑星はTESSによる観測で発見され、arXivでは2019年3月18日にその発見が報告された。HD 213885 bは、地球の約1.74倍の半径を持つスーパー・アースである。bの公転周期はほぼ1日であり、表面の温度は1855℃にもなるため、マグマの海に覆われているとされている。bは、同じスーパー・アースであるかに座55番星eに似ている可能性がある。HD 213885 cの質量は地球の約19.9倍であり、海王星と似た惑星である。また、透過光分光法を利用することで大気を調査することが可能であるかもしれない。
| 名称 （恒星に近い順） | 質量                | 軌道長半径 （天文単位）   | 公転周期 (日)            | 軌道離心率 | 軌道傾斜角       | 半径               |
| --------------------- | ------------------- | ------------------------- | ------------------------ | ---------- | ---------------- | ------------------ |
| b                     | 0.02778±0.00208 MJ  | 0.02012+0.00015 −0.00012  | 1.008035±2.1e-05         | 0          | 80.09+0.62 −0.5° | 0.15568±0.00464 RJ |
| c                     | >0.06277±0.00434 MJ | 0.056798+0.00044 −0.00032 | 4.78503+0.00056 −0.00051 | 0          | —                | —                  |